# 华为Nova 4e

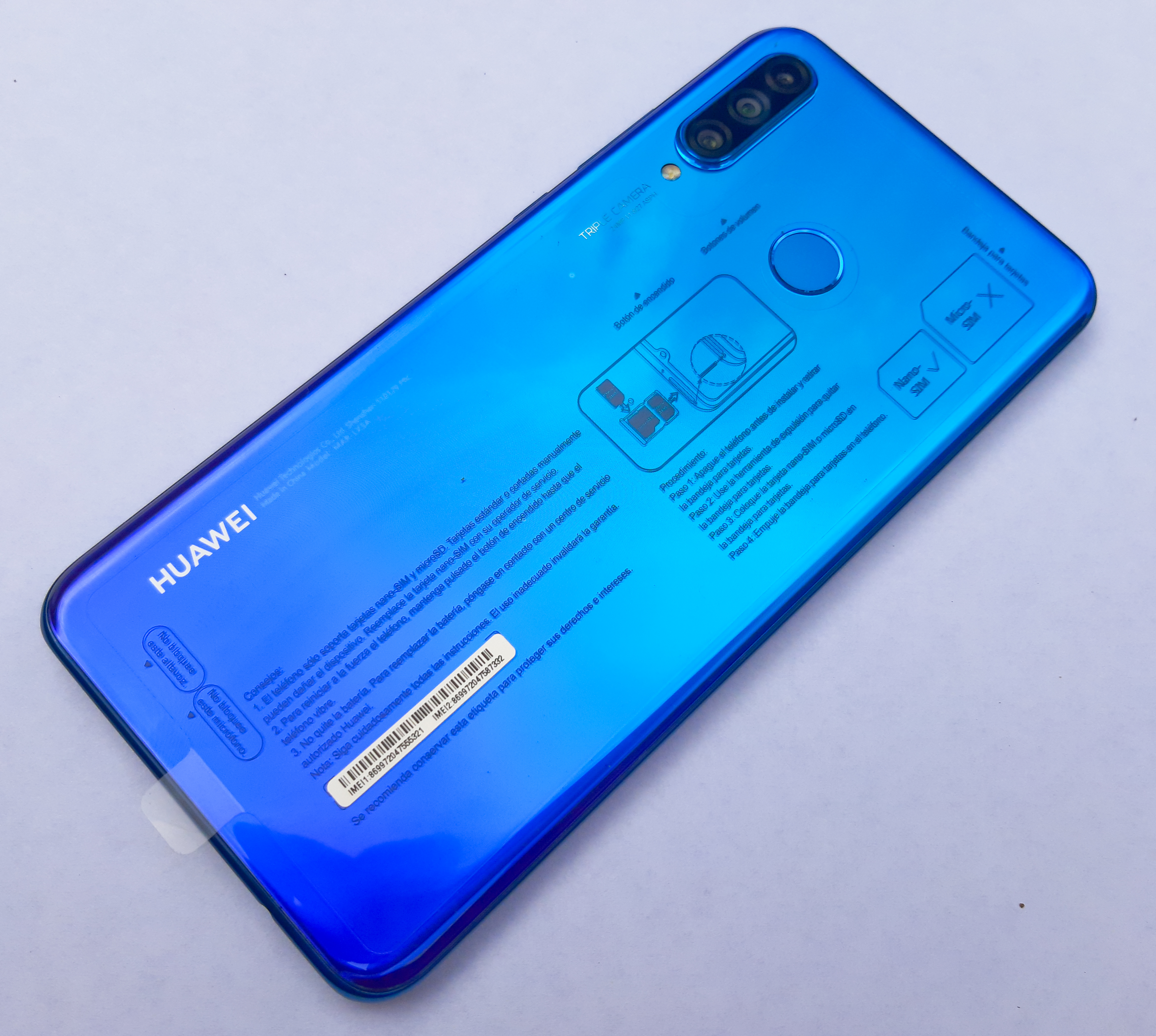
Huawei P30 Lite，据称与华为 Nova 4e 使用同样的硬件配置。

华为Nova 4e是华为于2019年3月14日发布的一款智能手机，出场系统为 EMUI 9，搭载麒麟 710 处理器，电池容量为 3340 毫安时。

## 价格
Nova4e 在发售时，4GB+128GB 版本与 6GB+128GB 版本售价为 1999 元和 2299 元。
- 4GB+128GB：￥1199
- 6GB+128GB：￥1299

## 争议
Nova4e 整体褒贬不一，支持者主要认为 Nova4e 的摄像头配置与性价比较高、手机外观设计优秀，反对者主要认为其处理器与摄像头技术不够诚意。
1. ↑  .   [2021-05-15]. （原始内容存档于2021-05-16）.
2. ↑  .   [2021-05-15]. （原始内容存档于2021-05-15）.
3. ↑  .   [2021-05-15]. （原始内容存档于2021-05-15）.
4. ↑  .   [2021-05-12]. （原始内容存档于2021-05-12）.